# Norrè
El norrè (o nòrdic antic segons el terme de la germanística avui dia qüestionat)era la llengua germànica parlada pels pobles d’ascendència germànica septentrional (els habitants d'Escandinàvia, Jutlàndia, les illes veïnes i les seves colònies d'ultramar des dels inicis de l'època vikinga fins a l'any 1300 aproximadament). Aquesta llengua sorgí del proto-norrè durant el segle viii i, en evolucionar, va donar lloc a totes les llengües escandinaves.
A causa del fet que la majoria dels textos que han sobreviscut provenen de la Islàndia medieval, la variant estàndard de facto d'aquesta llengua és el dialecte occidental, és a dir, els antics noruec i islandès. Aquest fet fa que, a vegades, per parlar del norrè es parli d'islandès antic o de noruec antic.
No obstant això, també hi havia la variant oriental d'aquesta llengua, la qual es parlava als assentaments vikings de les actuals Suècia i Dinamarca. No hi havia una separació geogràfica entre els dos dialectes gaire clara. De fet, es poden trobar trets del norrè antic oriental a l'est de Noruega i trets del norrè antic occidental a l'oest de Suècia. A més a més, també hi havia un dialecte anomenat gotlandès antic, el qual s'inclou dins el norrè antic oriental perquè és el menys conegut dels tres dialectes.
Els parlants d'aquests tres dialectes consideraven que tots parlaven una mateixa llengua, i la van anomenar dansk tunga (NAOr) o dönsk tunga (NAOc) fins al segle xiii.
El norrè era intel·ligible per als parlants d'anglès antic, de saxó antic i de baix alemany, parlat al nord de l'actual Alemanya. Aquesta llengua va evolucionar fins a dividir-se i convertir-se en les llengües noruega, islandesa, sueca, danesa i feroesa.
L'islandès modern és la llengua que menys ha evolucionat a partir del norrè. El feroès també hi conserva moltes similituds, però la forta influència danesa fa que no sigui tan conservador com l'islandès. Encara que les altres llengües han evolucionat més, els parlants de suec, noruec i danès encara s'entenen entre ells gràcies a la gran herència comuna del norrè.

## Gramàtica

### Sistema fonològic
| vocals tancades | valor                             |
| --------------- | --------------------------------- |
| i               | [i]                               |
| í               | i llarga [iː]                     |
| y               | vocal labial anterior [y]         |
| ý               | vocal labial anterior llarga [yː] |
| u               | [u]                               |
| ú               | u llarga [uː]                     |
| vocals obertes  | valor                             |
| e               | [ɛ]                               |
| é               | e llarga [eː]                     |
| ø               | e labial [ø]                      |
| œ               | e labial llarga [œː]              |
| o               | o oberta [ɔ]                      |
| ó               | o oberta llarga [oː]              |
| æ               | è llarga [ɛː]                     |
| a               | [a]                               |
| á               | a llarga [aː], o mitjana [ɑː]     |
| ǫ               | o labial [ɒ]                      |

#### Les grafies i el seu valor fonètic
El norrè emprà dos sistemes d'escriptura:
- L'alfabet rúnic, més conegut com a futhark;
- i l'alfabet llatí, el qual s'introduí amb l'arribada del cristianisme, després de l'any 1000.[4]

Fou necessari introduir en l'alfabet llatí nous signes per representar tots els sons del norrè. En aquesta taula hi ha totes les vocals del norrè que s'escrivien emprant l'alfabet llatí:
Els símbols ǫ, ę (que no apareixen a la taula) i ø (una à, originalment, sobre la qual se superposaren o o e) no apareixen en textos fins al segle xii. Van ser creats per l'ortografia de l'islandès antic per l'autor del seu primer tractat gramatical: æ s'usa en norrè, però Æ només s'empra en l'anglès antic. El norrè, a més a més, té tres diftongs: æi, ǫu i æy. Aquests diftongs, normalment, apareixen com a digrames en els manuscrits.
El símbol þ (o thorn) representava el so [θ] (consonant fricativa dental sorda), transcrit en català com th.
El símbol ð (o eth) representava el so [ð] (consonant fricativa dental sonora), transcrit en català com dh.
El símbol y representava el so [y] (vocal tancada anterior arrodonida). Aquest símbol amb aquest valor també l'emprava l'anglosaxó.

#### Accentuació
El norrè diferenciava les síl·labes accentuades i no accentuades. L'accent s'emprava, no per a marcar síl·labes tòniques, sinó per a diferenciar les vocals llargues, accentuades, de les curtes, que no duien accent. L'accent es col·locava, normalment, al lexema de la paraula, la qual cosa feia que la majoria de les vegades aquest aparegués a la primera síl·laba de la paraula. No obstant això, en alguns casos el prefix duia l'accent i el radical el perdia. En els noms compostos, cadascun dels elements duia el seu propi accent.

### Morfologia

#### Els noms
Els noms, en norrè, es classifiquen seguint dos criteris:
1. Pel seu lexema.
2. Pel seu gènere.

##### Lexemes forts i lexemes febles
N'hi ha dues possibilitats:
- Si el lexema accentuat acaba amb les vocals a, o llarga, i o u aleshores el nom pertany a la declinació forta.
- Si el lexema accentuat acaba amb les seqüències an, on o in aleshores el nom pertany a la declinació feble. La resta de noms que no compleixen les regles de la declinació forta també pertanyen a la declinació feble. També cal dir que els noms que presenten petites alteracions en la seva pronunciació a causa de la dificultat que suposa pronunciar certes combinacions consonàntiques, com ara els que el lexema dels quals acaben amb l o r, també pertanyen a la declinació feble, tot i les alteracions que presenten en la seva declinació.

##### El gènere nominal
El norrè té tres gèneres: masculí, femení i neutre. El gènere depèn, normalment, de la terminació del lexema del nom. Generalment:
- els lexemes que acaben amb -a pertanyen al gènere masculí o femení;
- els lexemes que acaben amb -o llarga pertanyen al gènere femení;
- els lexemes que acaben amb -u pertanyen al gènere masculí;
- els lexemes que acaben amb -n, -nd o -r pertanyen als gèneres masculí o femení.

##### El nombre
Originàriament, hi havia tres nombres gramaticals en norrè: el singular, el dual i el plural, com en grec antic. No obstant això, a l'època clàssica el dual s'havia fusionat amb el plural, la qual cosa fa que puguem parlar, en norrè clàssic, de només dos nombres.

##### Les declinacions nominals
El norrè tenia quatre casos, els mateixos que hi ha en alemany modern, és a dir, nominatiu, acusatiu, genitiu i datiu.
Exemple de la declinació forta:
| cas       | singular      | plural          |
| --------- | ------------- | --------------- |
| nominatiu | *armaz > armr | *armōr > armar  |
| acusatiu  | *arma > arm   | *armanz > arma  |
| genitiu   | *armas > arms | *armō > arma    |
| datiu     | *armē > armi  | *armumz > ǫrmum |

(Les formes reconstruïdes del proto-norrè estan precedides per un asterisc i, al seu costat, hi ha les formes en nòrdic antic clàssic.)
Exemple de la declinació feble:
| cas       | singular | plural  |
| --------- | -------- | ------- |
| nominatiu | granni   | grannar |
| acusatiu  | granna   | granna  |
| genitiu   | granna   | granna  |
| datiu     | granna   | grǫnnum |

#### Els adjectius
Al principi, els adjectius es declinaven com els noms. No obstant això, ja en proto-norrè, s'adoptaren algunes formes pronominals, la qual cosa feu que aparegués la declinació pròpia dels adjectius, fruit de la mescla de les declinacions nominal i pronominal. Les formes que tenen un origen pronominal són:
| cas       | singular | singular | singular | plural  | plural | plural |
|           | masculí  | femení   | neutre   | masculí | femení | neutre |
| --------- | -------- | -------- | -------- | ------- | ------ | ------ |
| nominatiu | -        | -        | t        | ir      | -      | -      |
| acusatiu  | (a)n     | a        | t        | -       | -      | -      |
| genitiu   | -        | rar      | -        | ra      | ra     | ra     |
| datiu     | um       | ri       | u        | -       | -      | -      |

Les altres formes empren:
- terminació en -a per al masculí i el neutre;
- i la terminació -o per al femení.

Aquesta declinació s'usa quan un adjectiu fa la funció de predicat o modifica un sintagma nominal indefinit. A aquesta declinació se la coneix amb el nom de declinació forta.
Per als sintagmes nominals definits, s'usa la declinació feble. Les seves característiques són:
- terminació -an per al masculí i el neutre singulars;
- terminació -ōn per al femení singular;
- terminació -um per al datiu plural de tots els gèneres i -u per a la resta de casos en plural.

##### Comparatiu i superlatiu
Hi ha dues maneres de fer el comparatiu i el superlatiu en norrè:
- La majoria d'adjectius empren el sufix -ar per a formar el comparatiu i -ast per a fer el superlatiu, així tenim que: ríkr → comparatiu: ríkari → superlatiu: ríkastr.

- però un petit grup d'adjectius fan el comparatiu i el superlatiu amb els sufixos -r i -st, provinents aquests dos d'una inflexió que té el seu origen en la desaparició d'una i final. Seguint aquesta regla, tenim que el comparatiu i el superlatiu d'aquests adjectius queda així: langr → comparatiu: lengri → superlatiu: lengstr.

#### Els pronoms
Els pronoms, en norrè, empren vuit sistemes morfològics diferents:
- els pronoms personals
- els pronoms personals de tercera persona
- els demostratius
- els possessius
- els interrogatius
- els reflexius
- els relatius
- els indefinits

Aquests vuit tipus de pronoms tenen formes diferents.

##### Els pronoms personals
S'organitzen en tres nombres (singular, plural i dual) i quatre casos, però no fan diferències entre gèneres. Aquests només són els pronoms de primera i segona persona, i el reflexiu de la tercera.
El dual s'empra per a parlar d'accions en les quals actuen només dos individus.
Taula dels pronoms personals:
| cas       | singular | singular | singular | dual  | dual  | plural | plural |
| --------- | -------- | -------- | -------- | ----- | ----- | ------ | ------ |
| nominatiu | ek       | þú       | -        | vit   | it    | vér    | ér     |
| acusatiu  | mik      | þik      | sik      | okkr  | ykkr  | oss    | yðr    |
| genitiu   | mín      | þín      | sín      | okkar | ykkar | vár    | yðar   |
| datiu     | mér      | þér      | sér      | okkr  | ykkr  | oss    | yðr    |

##### Els pronoms personals de tercera persona
Els pronoms personals de tercera persona, a diferència dels pronoms de primera i segona, distingeixen entre els gèneres masculí, femení i neutre i correspon a un radical germànic caracteritzat pel prefix h-. En norrè, aquest sistema només s'empra en el singular dels gèneres masculí i femení. El genitiu, en plural, empra la mateixa declinació per als adjectius i per als pronoms.
Declinació dels pronoms de tercera persona :
| cas       | masculí | femení |
| --------- | ------- | ------ |
| nominatiu | hann    | hon    |
| acusatiu  | hann    | hana   |
| genitiu   | hans    | hennar |
| datiu     | honum   | henni  |

##### Els pronoms demostratius
En norrè hi ha dos tipus de pronoms demostratius:
- els demostratius de distància, els quals són formats per dos paradigmes, són sa (que només s'usa per al nominatiu singular de gèneres masculí i femení) i þa:

| cas       | singular | singular | singular | plural  | plural | plural |
|           | masculí  | femení   | neutre   | masculí | femení | neutre |
| --------- | -------- | -------- | -------- | ------- | ------ | ------ |
| nominatiu | sá       | sú       | þat      | þeir    | þær    | þau    |
| acusatiu  | þann     | þá       | þat      | þá      | þær    | þau    |
| genitiu   | þess     | þeirrar  | þess     | þeirra  | þeirra | þeirra |
| datiu     | þeim     | þeirra   | því      | þeim    | þeim   | þeim   |

- i els pronoms demostratius de proximitat. Aquests últims tenen el seu origen en els demostratius de distància, però hi afegeixen els sufixos -si i -a, quedant aquests com els demostratius del proto-norrè com ara þansi. A causa de l'afegiment d'aquests sufixos, els radicals varien molt com a resultat de l'aparició de les consonants subjacents, la qual cosa fa que la declinació d'aquest tipus de pronoms sigui molt irregular.

#### Els verbs
El norrè, de la mateixa manera que la resta de llengües germàniques, fa la distinció entre els verbs forts i febles.
Els verbs febles són aquells que, en la seva declinació, el lexema no mostra cap mena d'alteració i els temps verbals es formen mitjançant la suma dels sufixos i prefixos necessaris.
Els verbs forts, en canvi, són aquells que presenten una alteració de tipus vocàlic en el seu lexema en determinats temps verbals.
El sistema temporal del norrè es basa en les formes del passat per formar la resta de temps. Aquest sistema de formació dels temps verbals es pot trobar en altres llengües, especialment en les semítiques com l'àrab.

## Distribució geogràfica

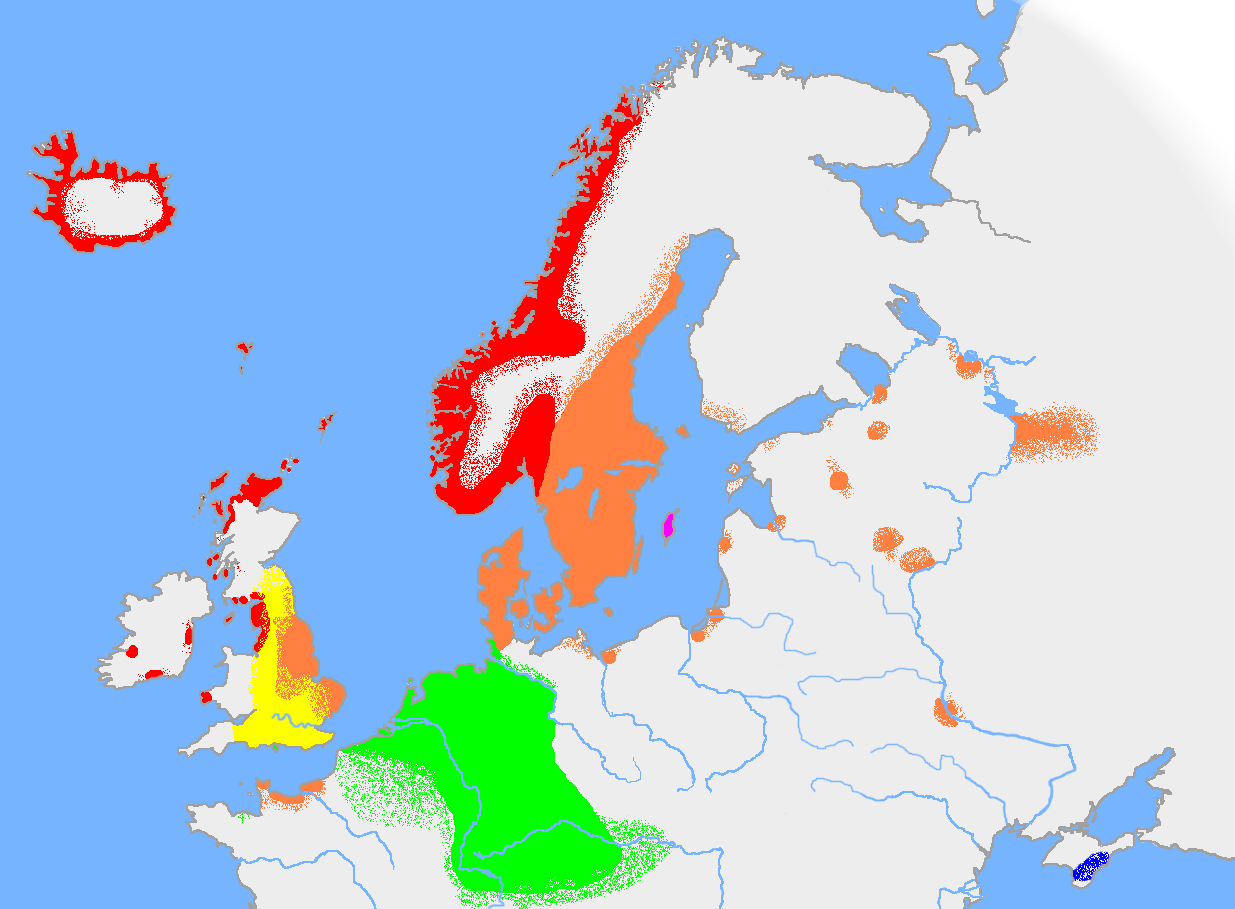
Domini aproximat del norrè l'any 900:
Norrè antic occidental
Norrè antic oriental
Gòtic de Crimea
Gotlandès antic
Anglosaxó
Llengües germàniques amb les quals el norrè encara mantenia intel·ligibilitat

L'islandès antic era gairebé idèntic al noruec antic i ambdós formaven el dialecte occidental del norrè. El dialecte oriental es parlava a Suècia i Dinamarca i en assentaments vikings de Rússia, Anglaterra i Normandia. El gotlandès antic es parlava a l'illa de Gotland i en alguns assentaments a l'est del mar Bàltic. En el segle xi, el norrè era la llengua més parlada a Europa. S'estenia des de Vinland fins al Volga. El punt de Rússia on va sobreviure més temps va ser a Nóvgorod: desaparegué d'aquesta ciutat al segle xiii.

## Descendents actuals
Els descendents del norrè antic occidental són les llengües islandesa, noruega (nynorsk) i feroesa i l'extinta llengua norn, parlada a les illes Orcades i Shetland. Del norrè antic oriental descendeixen les llengües sueca, danesa i noruega (bokmål). El noruec (bokmål) en un principi pertanyia al dialecte occidental, però va rebre una gran influència oriental.
Entre aquestes llengües, la islandesa i gran part de la llengua feroesa han patit canvis mínims durant tots aquests segles, encara que la pertinença a Dinamarca de les illes Fèroe ha fet que el feroès hagi patit una gran influència del danès. El norrè va influenciar alguns dialectes de l'anglès, i especialment el gaèlic escocès, el qual té un gran nombre de paraules manllevades del norrè. També va ser una llengua decisiva en el desenvolupament del normand.

## Textos i dialectes

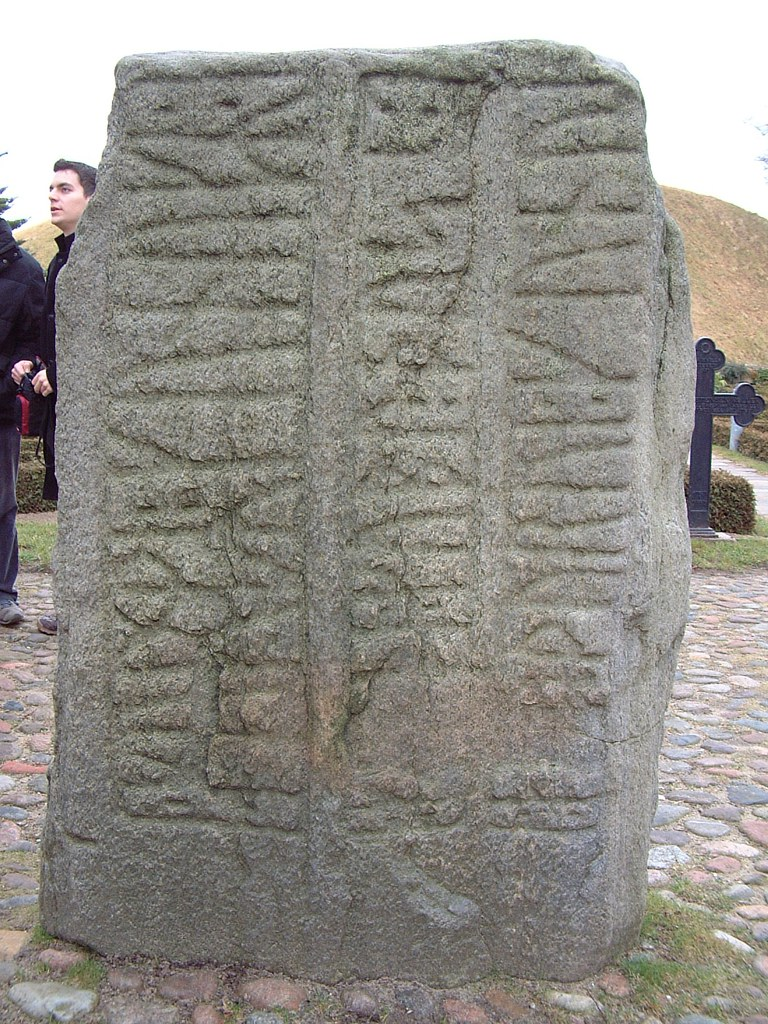
Inscripció rúnica escrita en norrè

Les primeres inscripcions en norrè es conserven en rúnic, les primeres són del segle viii (tot i que hi ha 200 inscripcions rúniques en proto-norrè, la més antiga de les quals data del segle ii) i les runes se seguiren utilitzant molts segles després, fins i tot després de la mort de la llengua. No obstant això, els textos literaris més importants estan escrits en l'alfabet llatí, com ara les sagues o les edda de la Islàndia medieval.
Com que el protonorrè evolucionà a norrè al segle viii, els efectes de les umlauts variaven segons la regió. Les típiques umlauts (ex. fylla de * fullian) eren més marcades en les àrees on es parlava el dialecte occidental, mentre que en l'àrea del dialecte oriental aquestes evolucionaren cap a una dièresi (ex. hiarta de herto). Aquesta diferència fou la raó principal per la qual s'esdevingué la dialectalització de la llengua que ocorregué durant els segles IX i x. Aquesta dialectalització acabà formant el dialecte occidental a Noruega i als assentaments a l'Atlàntic i l'oriental a Dinamarca i Suècia.
Una altra diferència entre els distints dialectes fou que els diftongs del dialecte occidental evolucionaren en monoftongs en el dialecte oriental. Així tenim que en dialecte occidental es diu steinn, mentre que en l'oriental, primer es digué stain però aquesta paraula passà a sten. Als dialectes occidental i gotlandès es conserva el diftong au d'auga mentre l'oriental l'evoluciona i el converteix en ø, com en la paraula øgha. Tanmateix, el dialecte occidental té el diftong ey de paraules com heyra mentre l'oriental el converteix en ø, com en høra, i en gotlandès antic aquest és oy, com en hoyra.
| Català          | Anglès | Alemany | Norrè Antic Occidental | Gotlandès Antic | Norrè Antic Oriental |
| --------------- | ------ | ------- | ---------------------- | --------------- | -------------------- |
| ull             | eye    | Auge    | auga                   | auga            | øgha                 |
| pedra           | stone  | Stein   | stein                  | stain           | sten                 |
| sentir (soroll) | hear   | hören   | heyra                  | hoyra           | høra                 |

Una tercera diferència fou que el dialecte occidental perdia algunes combinacions de consontants. Les combinacions -mp-, -nt- i -nk- en el dialecte occidental s'assimilaven en -pp-, -tt- i -kk-, però aquest fenomen era més limitat en el dialecte oriental.
| Català   | Anglès    | Alemany | Norrè Antic Occidental | Norrè Antic Oriental |
| -------- | --------- | ------- | ---------------------- | -------------------- |
| bolet    | mushroom  | Pilz    | sopp                   | svamp                |
| precipci | precipice | Abgrund | bratt                  | brant                |
| vídua    | widow     | Witwe   | ekkia                  | ænkia                |

No obstant això, aquestes diferències eren una excepció. Els dialectes s'assemblaven molt i, de fet, els parlants dels tres dialectes consideraven que parlaven només una llengua, una llengua que ells anomenaven llengua danesa (dǫnsk tunga) com per exemple Móðir Dyggva var Drótt, dóttir Danps konungs, sonar Rígs er fyrstr var konungr kallaðr á danska tungu (Snorri Sturluson, Saga dels Ynglings). Traducció: La mare de Dyggve era Drott, filla del rei Danp, fill de Rig, el qual fou el primer a ser anomenat rei en llengua danesa.
Aquí hi ha una comparació entre els dialectes oriental i occidental. És una transcripció d'una de les pedres rúniques de Funbo (U990) que significa: Veðr i Thane i Gunnar aixecaren aquesta pedra després de Harusa, el seu pare. Déu ajudi la seva ànima:
Veðr ok Þegn ok Gunnarr reistu stein þenna at Haursa, föður sinn. Guð hjalpi önd hans. (NAOc)
Veðr ok Þegn ok Gunnarr ræistu stæin þenna at Haursa, faður sinn. Guð hialpi and hans. (NAOr)

### Norrè antic occidental
La majoria dels canvis respecte al protonorrè apareixen en tota la zona del norrè, però alguns es limitaven a una àrea geogràfica específica i crearen la diferència dialectal entre els dialectes occidental i oriental. Una diferència era que el dialecte occidental no monoftonguitzava els diftongs del protonorrè, així, l'evolució del norrè antic occidental no fou pas la que canviava els diftongs æi/ei per e ni øy/ey per ø ni au per ø. Una de les primeres diferències fou que, mentre el dialecte occidental tenia les formes bu (habitatge), ku (vaca) i tru (fe), l'oriental tenia bo, ko i tro. El dialecte occidental també es caracteritzava per la u-umlaut, la qual feia que * tanþu es pronunciés tönn i no tand, com en l'oriental. A més a més, també hi havia assimilacions nasals com en la paraula bekkr, que ve del protonorrè * bankiaz.
Els primers textos apareixen en inscripcions rúniques i en poemes escrits per Thjódolf de Hvin l'any 900 aproximadament. Els primers manuscrits són del període que abasta des de l'any 1150 al 1200 i tracten tant de temes legals com religiosos o històrics. Durant els segles XII i xiii Trøndelag i Vestlandet eren les regions més importants del Regne de Noruega i s'hi formà el dialecte occidental, caracteritzat per les seves formes arcaïtzants i les seves abundants declinacions. Tal com ens mostren els textos escrits fins al 1300 aproximadament, el dialecte occidental era un dialecte uniforme i sovint és difícil saber si un text va ser escrit en islandès antic o en noruec antic. Aquest dialecte rebia el nom de norrœ tunga ('llengua norrena').
El noruec antic es va diferenciar aviat de l'islandès antic per la pèrdua de la consonant h en posició inicial davant de l, n i r. Això vol dir que mentre en islandès antic tenim la forma hnefi (puny), en noruec antic tenim les formes neve o næve.
Pels volts de l'any 1300, la cort noruega es desplaçà cap al sud-est de Noruega i això significà que l'antic estàndard d'escriptura desaparegué perquè el consideraven massa arcaic. Després de la unió amb Suècia, el suec antic començà a influenciar el noruec antic. Aquesta influència del dialecte oriental es reforçà amb l'adhesió a la unió de Dinamarca.
La pesta negra, que assotà la península Escandinava entre els anys 1350 i 1351, i les seves conseqüències portaren a la fi de l'antiga tradició literària del dialecte occidental. No obstant això, a Islàndia aquesta tradició perdurà una mica més, però es va anar extingint a mesura que arribaven novetats des del continent.

#### Text d'exemple
El text següent és un extret de la Saga d'Egil Skallagrímson. El manuscrit és el més antic que es conserva d'aquesta saga, és l'anomenat fragment-θ del segle xiii. El text mostra clarament l'escassa evolució estructural de l'islandès. L'última versió està escrita en islandès contemporani, i s'hi veu que només s'ha canviat la pronunciació. El text també ens permet imaginar que, no obstant això, el lector contemporani té moltes dificultats per a entendre el manuscrit original, per no dir res del canvi que ha fet la cal·ligrafia de l'alfabet llatí des d'aleshores.
| Text original | El mateix text en islandès antic normativitzat | El mateix text en islandès contemporani |
| --- | --- | --- |
| ÞgeiR blundr systor s egils v þar aþingino & hafði gengit hart at liþueizlo við þst. h bað egil & þa þstein coma ser t staðfesto ut þangat a myrar h bio aðr fyr suNan huit a fyr neþan blundz vatn Egill toc uel aþui. oc fysti þst at þr leti h þangat fa ra. Egill setti þorgeir blund niðr at ana brecko En stein fǫrði bustað siN ut yf lang á. & settiz niðr at leiro lǫk. En egill reið hei suðr anes ept þingit m flocc siN. & skilðoz þr feðgar m kęrleic | Þorgeirr blundr, systursonr Egils, var þar á þinginu ok hafði gengit hart at liðveizlu við Þorstein. Hann bað Egil ok þá Þorstein koma sér til staðfestu út þangat á Mýrar; hann bjó áðr fyrir sunnan Hvítá, fyrir neðan Blundsvatn. Egill tók vel á því ok fýsti Þorstein, at þeir léti hann þangat fara. Egill setti Þorgeir blund niðr at Ánabrekku, en Steinarr fœrði bústað sinn út yfir Langá ok settisk niðr at Leirulæk. En Egill reið heim suðr á Nes eptir þingit með flokk sinn, ok skildusk þeir feðgar með kærleik. | Þorgeir blundur, systursonur Egils, var þar á þinginu og hafði gengið hart að liðveislu við Þorstein. Hann bað Egil og þá Þorstein koma sér til staðfestu út þangað á Mýrar; hann bjó áður fyrir sunnan Hvítá, fyrir neðan Blundsvatn. Egill tók vel á því og fýsti Þorstein, að þeir létu hann þangað fara. Egill setti Þorgeir blund niður að Ánabrekku, en Steinar færði bústað sinn út yfir Langá og settist niður að Leirulæk. En Egill reið heim suður á Nes eftir þingið með flokk sinn, og skildust þeir feðgar með kærleik. |

### Norrè antic oriental
El dialecte oriental, el qual es parlà més o menys entre els anys 800 i 1100, rebia el nom, a Suècia, de suec rúnic, i a Dinamarca, el nom de danès rúnic, però cal tenir clar que l'ús de les paraules suec i danès no es deu a causes lingüístiques. Ambdós rebien el nom de rúnic perquè els textos escrits en aquest dialecte apareixen, majoritàriament, escrits en alfabet rúnic. A diferència del protonorrè, el qual s'escrivia amb el futhark vell, el dialecte oriental del norrè s'escrivia amb el futhark nou, que només tenia 16 lletres. A causa del nombre limitat de runes, la runa que s'emprava per a representar la vocal u s'usava també per a representar els sons o, ø i y, i la runa que s'usa per a i també equival a e.
El canvi més important que es donà en el dialecte oriental fou el canvi de æi (en dialecte occidental ei) per e, com passa en la paraula stæin, que evolucionà cap a sten. Aquest fet es reflecteix en les inscripcions rúniques perquè, mentre on en les velles es pot llegir stain, en les més noves es llegeix stin. També hi havia el canvi de au de dauðr cap a ø, quedant en døðr. Aquest canvi també es mostra en les inscripcions rúniques perquè, on abans es llegia tauþr, en les últimes inscripcions s'hi llegeix tuþr. A més a més, el diftong øy (l'equivalent al diftong ey del dialecte occidental) evolucionà cap a ø, com bé es pot veure en la paraula que el norrè emprava per a dir illa.
Fins a principis del segle xii, el dialecte oriental era un dialecte uniforme. A Dinamarca aparegueren les primeres diferències locals que acabarien marcant la diferència entre el danès antic i el suec antic i aquests canvis s'estengueren cap al nord creant així isoglosses que abastaven des de Sjælland fins a Svealand.
Les vocals a final de paraula -a, -o i -e començaren a fusionar-se en -e. Alhora, les consonants oclusives no sonores, és a dir, p, t i k, esdevingueren sonores i, fins i tot, fricatives. Aquests canvis han fet que el danès contemporani tingui les paraules kage, bide i gabe mentre el suec té les paraules kaka, bita i gapa.
A més a més, el danès ha tingut la pèrdua de l'accent tancat que podem trobar tant en suec com en noruec contemporanis, substituint-lo per un accent obert amb una oclusiva gutural afegida.

#### Text d'exemple
Aquest text és un extret del Västgötlagen. Aquest és el text més antic que es conserva escrit en suec i data del segle xiii. És contemporani de la majoria dels majors exponents de la literatura medieval islandesa. Normalment, es pren aquest text com el que marca l'inici del suec antic.
Dræpær maþar svænskan man eller smalenskæn, innan konongsrikis man, eigh væstgøskan, bøte firi atta ørtogher ok þrettan markær ok ænga ætar bot. […] Dræpar maþær danskan man allæ noræn man, bøte niv markum. Dræpær maþær vtlænskan man, eigh ma frid flyia or landi sinu oc j æth hans. Dræpær maþær vtlænskæn prest, bøte sva mykit firi sum hærlænskan man. Præstær skal i bondalaghum væræ. Varþær suþærman dræpin ællær ænskær maþær, ta skal bøta firi marchum fiurum þem sakinæ søkir, ok tvar marchar konongi.
Traducció:
Si algú mata un suec o un smålandès, un home del regne però no un got, l'assassí haurà de pagar vuit örtugar i tretze marcs, però no wergeld. El rei posseirà nou marcs de l'assassí per l'assassinat de qualsevol persona. Si algú mata un danès o un noruec, l'assassí haurà de pagar nou marcs. Si algú mata un estranger, no serà desterrat però haurà de deixar el seu clan. Si algú mata un clergue estranger, pagarà tant com per l'assassinat d'un estranger qualsevol. Un capellà compta com un home lliure. Si algú mata un alemany o un anglès, l'assassí haurà de pagar quatre marcs al demandant i dos marcs al rei.

### Gotlandès antic
La Gutsaga és el text més llarg que es conserva en gotlandès antic. Va ser escrit al segle xiii i està mesclat amb la història primerenca de l'illa de Gotland. Aquest extret narra l'acord al qual van arribar els gotlandesos amb el rei de Suècia, poc abans del segle ix:
So gingu gutar sielfs wiliandi vndir suia kunung þy at þair mattin frir Oc frelsir sykia suiariki j huerium staþ. vtan tull oc allar utgiftir. So aigu oc suiar sykia gutland firir vtan cornband ellar annur forbuþ. hegnan oc hielp sculdi kunungur gutum at waita. En þair wiþr þorftin. oc kallaþin. sendimen al oc kunungr oc ierl samulaiþ a gutnal þing senda. Oc latta þar taka scatt sinn. þair sendibuþar aighu friþ lysa gutum alla steþi til sykia yfir haf sum upsala kunungi til hoyrir. Oc so þair sum þan wegin aigu hinget sykia.
Traducció:
Per tant, per la seva pròpia voluntat, el gotlandesos esdevenen súbdits del rei de Suècia i, per això, poden viatjar lliurement i sense cap mena de risc a qualsevol punt del Regne de Suècia sense pagar peatge ni altres impostos. Tanmateix, els suecs tenen el dret d'anar a l'illa de Gotland sense cap mena de restricció de gra ni prohibició. El rei ha d'oferir protecció i ajuda sempre que la necessitin i l'hagin demanada. El rei i els jarls hauran d'enviar emissaris a l'althing gotlandès per rebre els diners dels impostos. Aquests emissaris hauran de proclamar passatge lliure per a tots els gotlandesos a tots els punts del mar del rei d'Uppsala i el mateix per a tot aquell que vulgui viatjar cap a l'illa de Gotland.
Algunes característiques importants del gotlandès antic es poden veure en aquest text. La primera és que, a diferència del dialecte oriental, el gotlandès antic conserva tots els diftongs. I la segona, que el diftong ai d'aigu, þair i waita no ha patit l'aparició d'un umlaut com passa amb el diftong equivalent en el dialecte occidental, és a dir, el diftong ei de les paraules eigu, þeir i veita.